# サイバーコム (東京都文京区)
株式会社サイバーコム（英: CYBERCOM, Inc）は、東京都文京区に本社を置き、ソフトウェアの開発を行う日本の企業。

## 沿革
- 1995年 5月 - 有限会社サイバーシステムズコンサルティングとして品川区に設立。
- 1996年12月 - 資本金310万円から1,000万円に増資（大興電子通信株式会社資本参加）。
- 1997年 1月 - 株式会社サイバーコムに称号変更及び港区に移転。
- 2000年 3月 - 電子カルテシステム開発に参画。
- 2000年 9月 - 資本金6,200万円に増資。
- 2003年 8月 - 資本金1億3,700万円に増資。
- 2008年 7月 - 文京区関口に移転。
- 2011年 8月 - プライバシーマーク取得。
- 2011年10月 - 本社事務所を２フロアに増床。
- 2012年12月 - 資本金を１０００万円に減資。
- 2018年10月 - 株式を100%株式会社エヌコムへ変更。